# MEC FM
MEC FM é uma emissora de rádio brasileira sediada no Rio de Janeiro, capital do estado homônimo. Opera no dial FM, na frequência 99,3 MHz, em Belo Horizonte e Brasília na FM 87,1 MHz, e pertence ao grupo de rádios da Empresa Brasil de Comunicação, órgão do Governo Federal responsável por controlar as principais emissoras de rádio e TV educativas do país. Foi inaugurada em 1983, e tem uma programação voltada, em sua maior parte, para música clássica. No início, era totalmente baseada em sua coirmã, a Rádio MEC, e posteriormente passou a produzir conteúdo próprio. A MEC FM também é retransmitida em Brasília através da frequência AM 800 kHz. Seus estúdios estão localizados ao lado da Faculdade de Direito da Universidade Federal do Rio de Janeiro, no Centro da cidade.

## História
Seguindo os moldes de algumas rádios AM do Rio de Janeiro que também tinham programação retransmitida no dial FM, a MEC FM é inaugurada em 10 de maio de 1983, operando pela frequência 98,9 MHz, retransmitindo a programação da Rádio MEC AM 800 kHz em sua totalidade, na época voltada para a música clássica. A nova frequência contava com a coordenação de Lauro Gomes, vindo da emissora principal. Sua criação deu-se após cobranças dos ouvintes que queriam ouvir a Rádio MEC com qualidade de som superior à faixa AM, além de as emissoras que já estavam operando com a nova tecnologia não explorarem tanto o mesmo estilo de programação que o da rádio. Gradativamente, a MEC FM começa a produzir seus primeiros programas próprios, também baseados em música clássica, o que resultou na mudança de estilo da Rádio MEC, que passa a se dedicar à MPB. No entanto, alguns programas oriundos da primeira emissora continuam sendo transmitidos pela MEC FM, como o Ópera Completa, o mais antigo do gênero ainda veiculado no rádio brasileiro. Em 10 de maio de 2015, para atender a uma determinação da ANATEL, a emissora, bem como outras selecionadas pelo órgão, se desloca para a frequência 99,3 MHz, possibilitando um aumento de sua potência.